# Tweeherigheid van Maastricht
Met de tweeherigheid van Maastricht wordt in de geschiedenis van Maastricht de periode van 1204 tot 1794 aangeduid waarin het grondgebied van de stad onder het bestuur viel van twee verschillende heren, enerzijds de bisschop van Luik en anderzijds de hertog van Brabant (later de hertog van Bourgondië; nog later de Staten-Generaal van de Nederlanden). De tweeherigheid had tot gevolg dat Maastrichtse burgers de Luikse of Brabantse nationaliteit hadden en dat het grondgebied van de stad bestond uit een lappendeken van tweeherige, Luikse, Vroenhofse, Tweebergse en andere territoria. De complexe bestuurlijke en rechterlijke organisatie van Maastricht tijdens het ancien régime was in zekere zin uniek in Europa, vooral toen na 1632 twee gelijkberechtigde confessies (het katholicisme en het calvinisme) een nieuwe religieuze dimensie aan de tweeherigheid gaven.

## Geschiedenis

### Voor 1204: ontstaan tweeherigheid

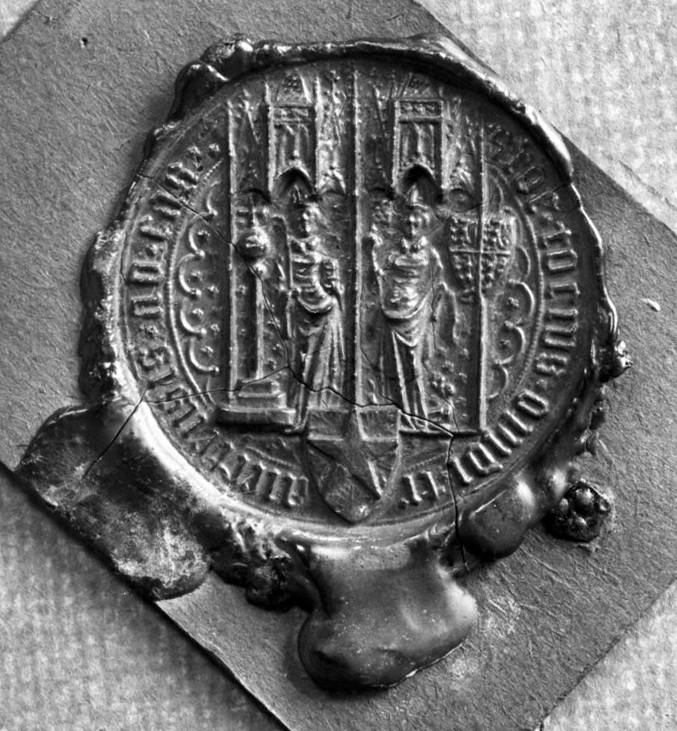
Stadszegel met Sint-Lambertus (Luik), Sint-Servaas (Brabant) en het wapen van Maastricht

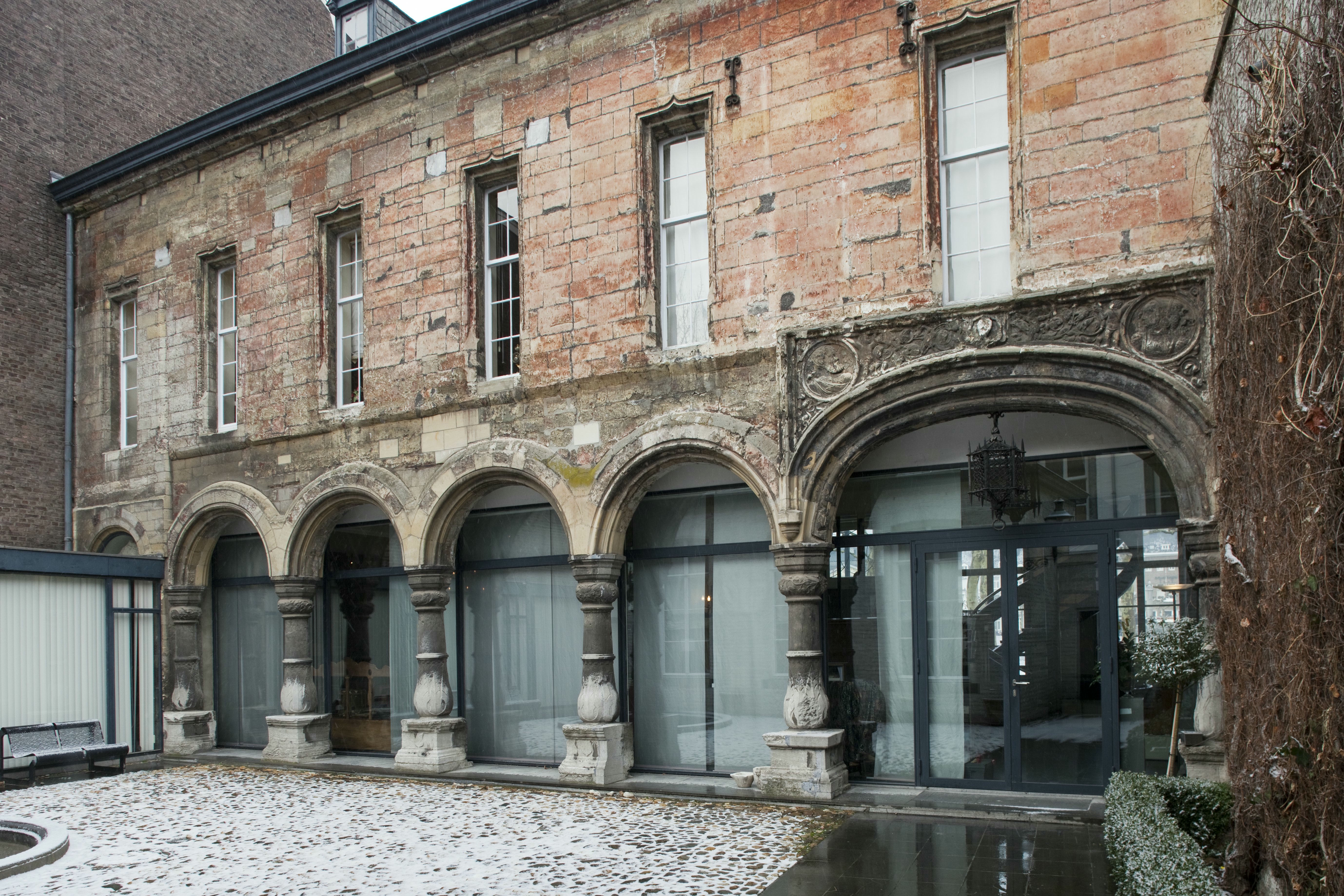
Hofzijde Spaans Gouvernement met arcade in Luikse renaissancestijl. Boven de poort portretmedaillons van Habsburgse vorsten

Het ontstaan van de tweeherigheid van Maastricht is nog steeds onderwerp van studie. De meeste historici gaan uit van de "tweekernen-theorie" in de stadsontwikkeling. Volgens deze theorie ontwikkelde Maastricht zich in de vroege middeleeuwen uit twee bewoningskernen: enerzijds de omgeving van het Romeinse castellum (min of meer samenvallend met het huidige Stokstraatkwartier), waar de bisschoppen van Luik een zekere machtspositie hadden verworven; anderzijds de buiten het castrum gelegen romeinse begraafplaats met de grafkerk van Sint-Servaas (het huidige Vrijthof met de Sint-Servaasbasiliek), waar de Rooms-Duitse koningen het voor het zeggen kregen.
Volgens sommigen is de Luikse machtsbasis te verklaren uit het feit dat de kathedraal van het oude Bisdom Maastricht zich binnen het castellum, op de plek van de huidige Onze-Lieve-Vrouwebasiliek bevond. Na de verplaatsing van de bisschopszetel van Maastricht naar Luik (in de loop van de 8e eeuw), behielden de Luikse bisschoppen hun invloed in Maastricht. Aangezien onder de Onze-Lieve-Vrouwebasiliek nooit opgravingen hebben plaatsgevonden, is het bewijs voor deze opvatting voorlopig nog niet geleverd.
De band tussen de Duitse koningen en de Sint-Servaaskerk bestond al heel vroeg. De Duitse keizer Hendrik IV verklaarde in een verordening uit 1087 de kerk van Sint-Servaas vrij en keizerlijk, met alleen de autoriteit van de keizer boven zich. In de 12e eeuw bezochten de Duitse keizers met regelmaat het graf van Sint-Servaas en bekleedden de proosten van Sint-Servaas regelmatig het ambt van kanselier van het Heilige Roomse Rijk. Het is niet duidelijk waarom de band tussen de keizer en het kapittel van Sint-Servaas rond 1200 losser werd. Wellicht had dit te maken met de toenemende macht van Brabant in het Maas-Rijngebied.

### 1204-1632: Luiks-Brabantse tweeherigheid
In 1204 werd het keizerlijke deel van Maastricht door de Rooms-Duitse koning Filips van Zwaben in leen gegeven aan hertog Hendrik I van Brabant. De prins-bisschop van Luik en de hertog van Brabant oefenden vanaf dat moment gezamenlijk de soevereiniteit uit over de stad, hoewel er daarna nog regelmatig conflicten waren over de verdeling van de bevoegdheden (zie Luiks-Brabantse oorlogen). In 1284 werd het gezamenlijk beheer vastgelegd in een constitutioneel verdrag, de Alde Caerte genoemd. Na een aantal interpretatiedisputen werd dit in 1356 nog aangevuld met de Doghter Caerte.
Deze situatie bleef ongewijzigd voortbestaan, ook nadat de titel "hertog van Brabant" in 1430 op de Bourgondische hertog Filips de Goede was overgegaan. In de 16e eeuw waren zowel keizer Karel V als Filips II van Spanje mede-heer van Maastricht. Beiden logeerden als hertogen van Brabant meermaals in het Brabants Gouvernement op het Vrijthof, later Spaans Gouvernement genoemd. De laatste Habsburger die als hertog van Brabant de mede-soevereiniteit over het door Spaanse garnizoenen bezette Maastricht uitoefende, was Filips IV van Spanje.

### 1632-1794: Luiks-Staatse tweeherigheid
Nadat stadhouder Frederik Hendrik zich in 1632 meester had gemaakt van Maastricht, traden de Staten-Generaal van de Republiek der Zeven Verenigde Nederlanden in de rechten van de hertogen van Brabant. De tweeherigheid bleef de wettige staatsvorm, nu met de Staten-Generaal en de Luikse bisschop als de twee soevereine heren van Maastricht. De Alde Caerte en de Doghter Caerte bleven onveranderd van kracht.
Ook onder de Franse bezetting van 1673-78 en opnieuw in 1748 bleef de regeling voortbestaan, waarbij de rol van de Staten-Generaal binnen het condominium tijdelijk werd overgenomen door de Franse koning. Aan deze situatie kwam in 1794 een definitief einde, toen de Franse legers onder bevel van generaal Kléber de stad veroverden, waarmee Maastricht een Franse stad werd (hoofdstad van het departement Nedermaas) met slechts één heer: de Assemblée Nationale in Parijs.

## Territoriale indeling

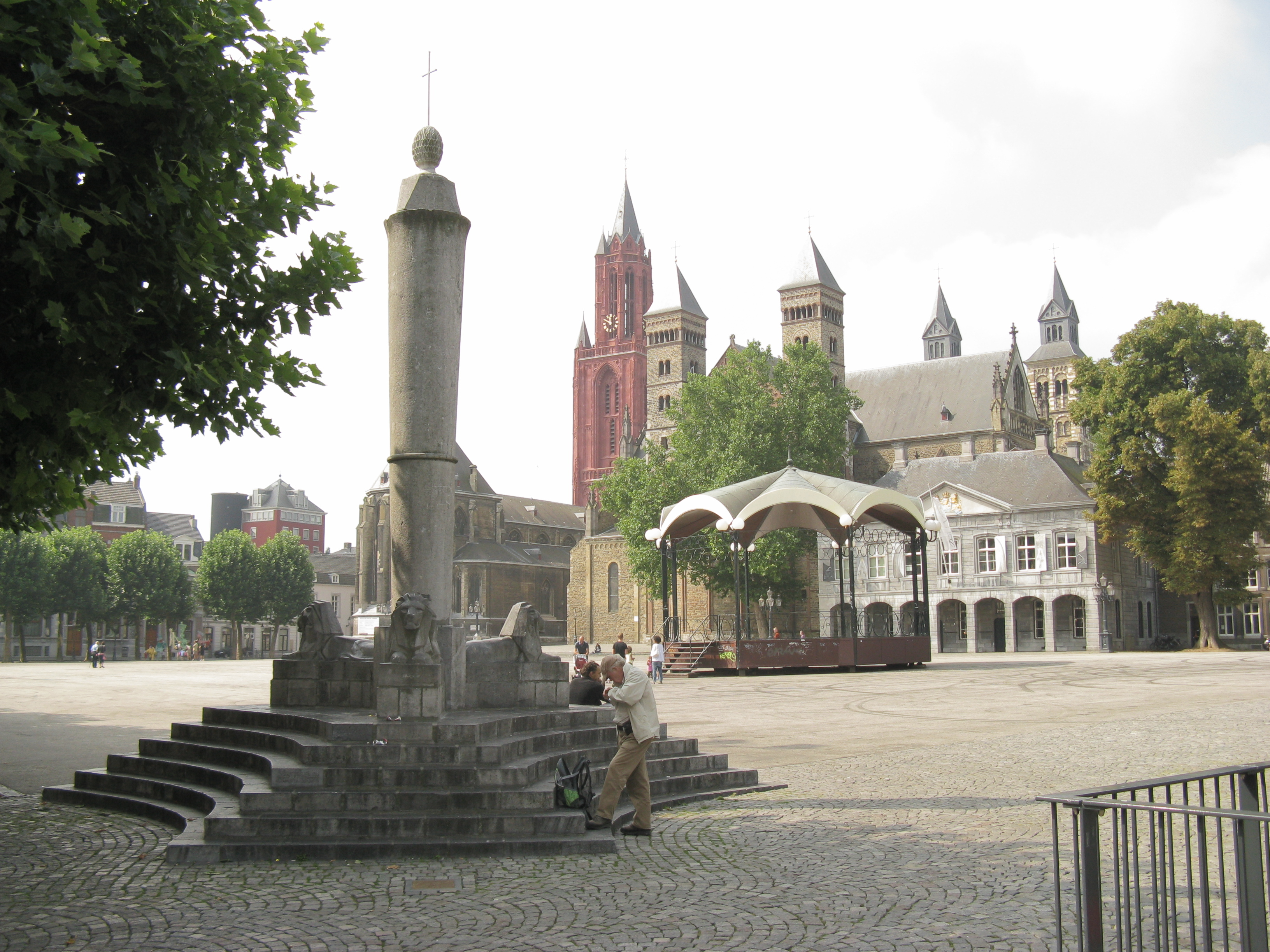
De perroen op het Vrijthof, symbool van Luikse soevereiniteit. Het Brabantse teken stond op een andere hoek van het plein

De tweeherigheid was niet overal in de stad in dezelfde mate van toepassing. In het centrale deel van de stad namen de immuniteiten rondom de beide kapittelkerken een uitzonderingspositie in. Binnen de claustrale singel, waar zich de kapittelkerk, de parochiekerk, de proosdij, de woningen van de kanunniken en diverse voorzieningen voor het kapittel bevonden, had de proost het voor het zeggen en hadden de tweeherige stedelijke instituten geen macht - en de Luikse en Brabantse soeverein slechts indirecte invloed. De proost van Sint-Servaas was bovendien heer van Tweebergen, een van de elf banken van Sint-Servaas, waarvan een deel van het grondgebied binnen de stadsmuren van Maastricht lag (de strook tussen Brusselsestraat en Kommel/Calvariestraat). Een groot deel van het dunbevolkte gebied tussen de eerste en tweede stadsmuur behoorde bij de Vroenhof, een oud koninklijk domein dat achtereenvolgens onder de Duitse keizer, de Brabantse hertog en de Staten-Generaal ressorteerde, zonder enige inmenging van de bisschop. Hier lagen echter voornamelijk kloosters, die binnen het stadsgebied sowieso een aparte status hadden. In het zuidelijk deel van de stad behoorde een klein gebied buiten de Helpoort (de zogenaamde Nieuwstad) tot de heerlijkheid Sint Pieter, die onder Luiks bestuur stond.
De rest van de stad, de dichtbevolkte wijken van de Binnenstad, het Boschstraatkwartier, het Jekerkwartier en Wyck, vormden het Luikse-Brabantse condominium.

## Luikse en Brabantse Maastrichtenaren
In de hele stad woonden Luikse en Brabantse onderdanen door elkaar heen. Bij conflicten over onroerend goed (lage jurisdictie) werd de rechtsgang die gevolgd moest worden bepaald door het territorium waarin het goed gelegen was. Bij de hoge jurisdictie was de nativiteit (nationaliteit) van de gedaagde doorslaggevend; in dat geval maakte het niet uit in welk territorium de misdaad gepleegd was.
Al sinds de middeleeuwen waren de burgers van Maastricht verdeeld in twee nativiteiten of familiae: de Luikse en de Brabantse, ofwel de familia sancte Marie sanctique Lamberti en de familia sancti Servatii, meestal simpelweg aangeduid als "die van Lambertus" en "die van Servaas". De nativiteit, het behoren tot een van deze families, werd bepaald door de moederlijke lijn. Binnen een huwelijk behield ieder zijn nativiteit. Het was burgers toegestaan om eenmaal in hun leven met iemand van nativiteit te ruilen. Nieuwe burgers, die niet afkomstig waren uit het prinsbisdom Luik, werden automatisch bij de familie van Sint-Servaas ingedeeld.
In de middeleeuwen werden vanuit de twee hoofdkerken van Maastricht, inmiddels kapittelkerken geworden, nieuwe parochiekerken en wijk- of kerspelkapellen gesticht. Daarbij bleef de scheiding der nativiteiten strikt gehandhaafd en was het aantal Luikse en Brabantse parochies en kerspels steeds gelijk (hoewel het aantal Brabantse families groter was). De familia sancti Lamberti beschikte naast de Onze-Lieve-Vrouwekerk over de parochiekerken Sint-Nicolaaskerk en Sint-Martinuskerk, en over de (niet meer bestaande) wijkkapellen Maria-ten-Oever, Sint-Evergislus, Sint-Vincent, Sint-Hilarius en Sint-Gillis. De familia sancti Servatii beschikte naast de Sint-Servaaskerk over de parochiekerken Sint-Janskerk en Sint-Matthiaskerk (na 1632 beide overgegaan naar de protestanten), en de wijkkapellen Sint-Jacob, Sint Joris, Heilige Geest, Sint-Amor, Wittevrouwen, Sint-Catharina en Sint-Antonius (eveneens allemaal gesloopt).

## Luiks-Brabants bestuur en rechtspraak
De Luikse en Brabantse Maastrichtenaren hadden hun eigen bestuurders, die echter gezamenlijk de stad bestuurden. Tot aan de Franse tijd had de stad een Luikse en een Brabantse burgemeester, die om de twee jaar werden gekozen (zie Lijst van burgemeesters van Maastricht). In de eerste helft van de 16e eeuw waren er ongeveer twintig met elkaar verwante patriciërsfamilies in Maastricht, die elkaar ambten in bestuur en rechtspraak toespeelden. Na het Beleg van Maastricht (1632) werden de Brabantse bestuurders uit het (veel kleinere) protestantse volksdeel gekozen. Katholieken konden daarna alleen nog deelnemen aan het bestuur van de stad als ze de Luikse nationaliteit hadden. In de raad van Maastricht is zelden verschil van mening geweest tussen Luiks-katholieke en Brabants-protestantse raadsleden.

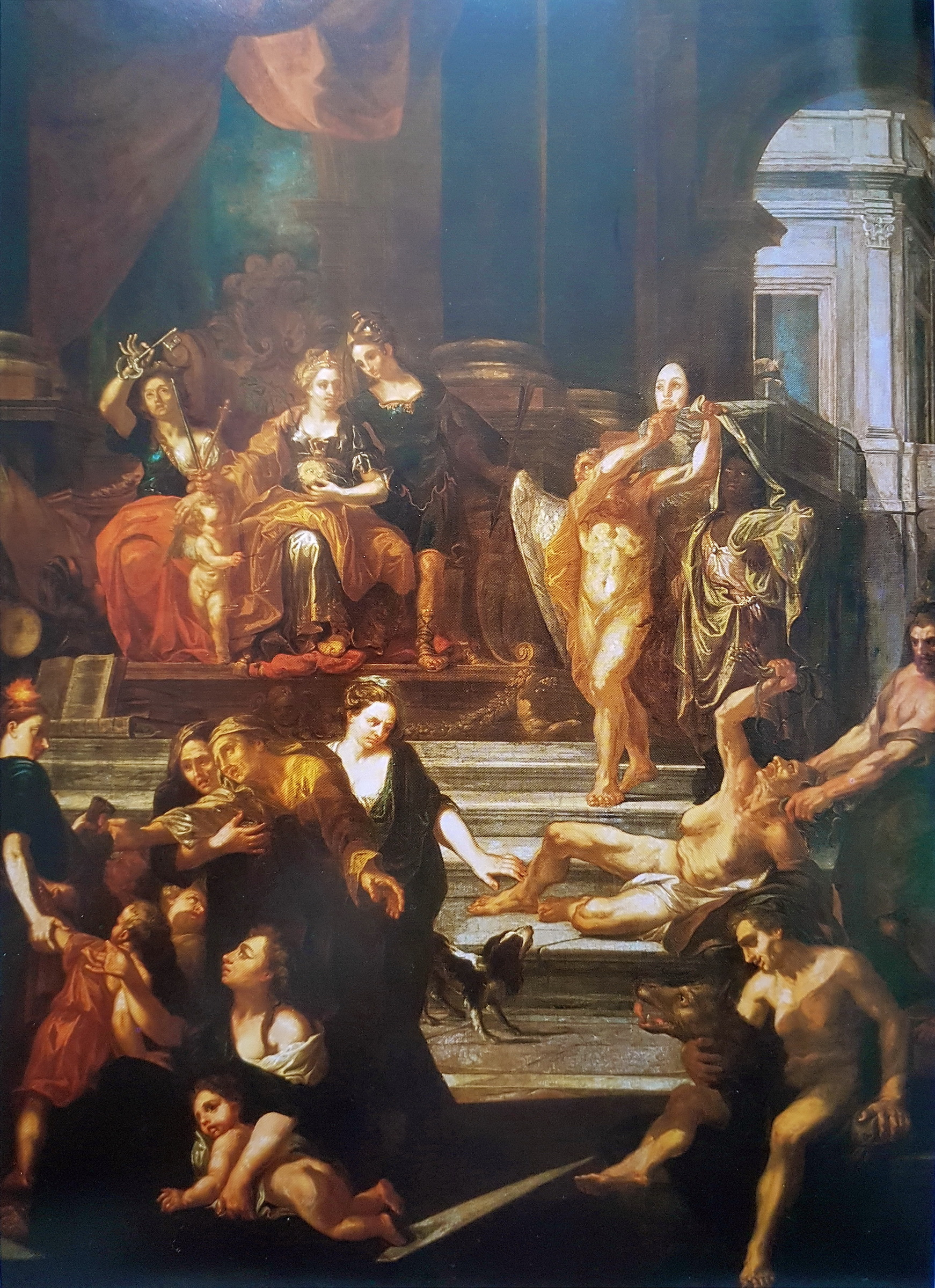
De dubbele jurisdictie (Edmond Plumier, 1714), Stadhuis van Maastricht

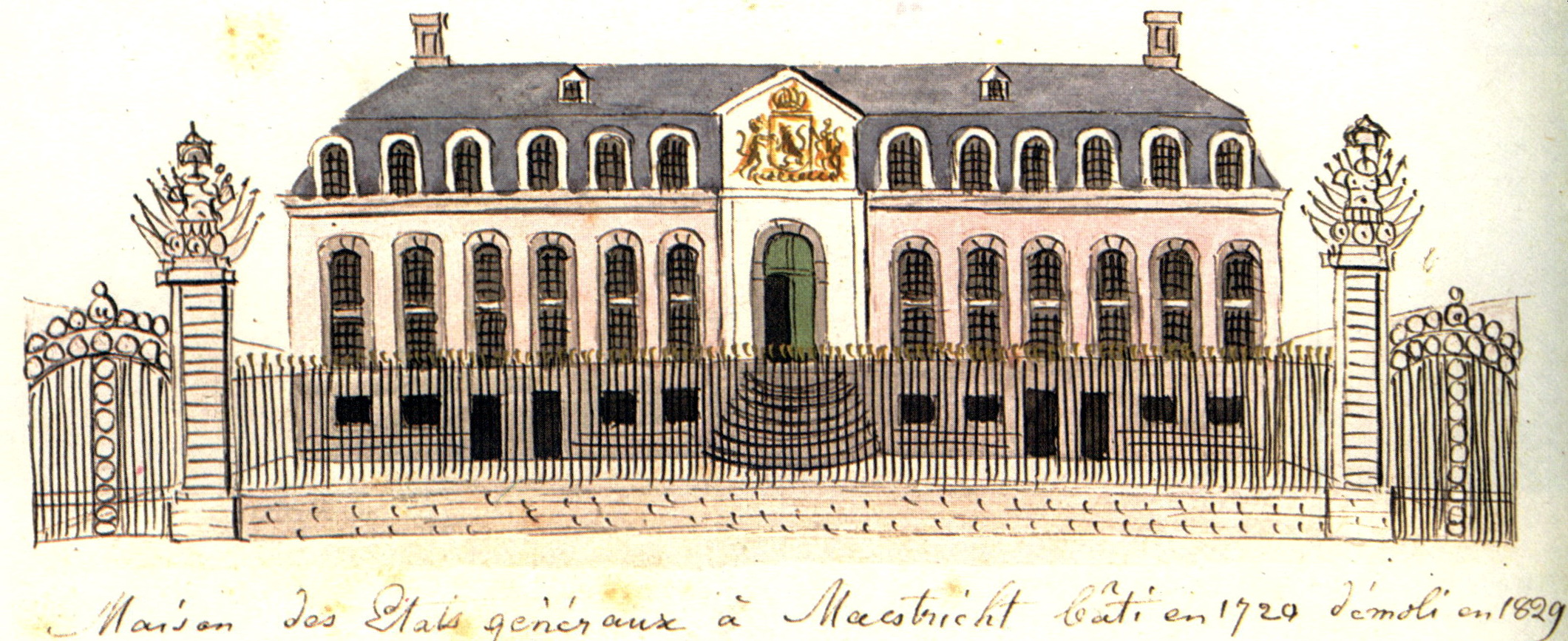
Voormalig Statenhuis (Philippe van Gulpen, 18e-eeuwse situatie)

Jaarlijks kwamen afgevaardigden uit Luik en Holland naar Maastricht om toezicht te houden op het bestuur. Het ene jaar waren dat afgevaardigden van de Raad van State (de "Kleine Staten"), die vooral toezagen op de staat van de vesting. Het jaar erop kwamen de zogenaamde commissarissen-deciseurs van de Staten van Luik en de Staten-Generaal van de Nederlanden (de "Grote Staten") naar Maastricht om civiele zaken in hoger beroep te oordelen, de boeken te controleren, klachten te behandelen en burgemeesters, schepenen, secretarissen en peymeesters (belastinginners) te installeren. De Luikse controleurs bleven meestal niet lang in Maastricht en hadden sinds 1723 de beschikking over een logeeradres in de Hof van Tilly aan de Grote Gracht. De Hollanders hadden doorgaans drie maanden nodig en verbleven aanvankelijk in de Hof van Lenculen (zie graafschap van de Vroenhof), later in het oude munthuis aan de Statenstraat, vanaf 1701 in het Statenhuis op dezelfde locatie. De gezamenlijke vergaderingen van de commissarissen-deciseurs vonden vanaf 1664 plaats in de Prinsenkamer van het Stadhuis van Maastricht. In het stadhuis waren de kamers voor de Luikse burgemeester, de schout en schepenen ingericht aan de noordkant van het gebouw en die van de Brabantse magistraat aan de zuidkant.
De rechtspraak in Maastricht vond aanvankelijk plaats in de portalen van de twee kapittelkerken, later in het Dinghuis, nog later in het stadhuis op de Markt. De hoge rechtspraak was in handen van de (meestal) voor het leven benoemde Luikse en Brabantse hoogschout, samen met zeven schepenen van beide zijden. De lage rechtspraak was niet gescheiden (indivies) en kwam toe aan de beide burgemeesters en tweemaal vier gezworenen. Hoewel Luikse Maastrichtenaren voor hun hoger beroep officieel naar Luik moesten en Brabanders naar de Grote Raad van Mechelen, wisten de Maastrichtenaren het van hun beide heren gedaan te krijgen dat men tot aan het einde van de middeleeuwen daarvoor naar de koninklijke schepenbank in Aken kon, het zogenaamde Oberhof. Ook de schepenbank van de Vroenhof en de elf banken van Sint-Servaas hadden hoofdvaart op Aken. Naast de wereldlijke rechtbanken hadden de Maastrichtenaren die in een klooster woonden of die bij een kapittel behoorden, te maken met het kerkelijk recht. Zij die tot het garnizoen behoorden hadden in de eerste plaats te maken met de krijgsraad.
Het stelsel van de tweeherigheid gaf de Maastrichtenaren een zekere vorm van autonomie. Het gezamenlijk bestuur evolueerde mettertijd tot slechts een vorm van toezicht. Op juridisch, familiaal en fiscaal gebied bestond er een ingewikkeld stelsel, waarbij de inwoners konden of moesten kiezen tussen Luikse en Brabants-Staatse regels. In theorie hadden de burgers weinig in te brengen tegen hun twee heren, maar in de praktijk wisten ze hun voordeel te halen uit de meningsverschillen tussen beiden.

## Trivia
- De tweeherigheid van Maastricht is niet uniek. In de middeleeuwen kwamen condominia voor in heel Europa. In de omgeving van Maastricht was Dinant drieherig, Sint-Truiden zelfs enige tijd vierherig. Het feit dat na 1632 de ene heer katholiek en de andere protestants was, maakte de situatie in Maastricht wel uniek.[2][18]
- Volgens een hardnekkige mythe zouden de dubbele trappen van het Dinghuis en het Stadhuis van Maastricht hun oorsprong vinden in de tweeherigheid van de stad. Bij hoog bezoek konden de vertegenwoordigers van de prins-bisschop van Luik en de Staten-Generaal dan tegelijk naar binnen. Volgens het in die tijd geldende decorum had de bisschop als geestelijk heer echter te allen tijde voorrang op de wereldlijke heren. De dubbele trap had hooguit een symbolische functie en heeft vooral te maken met symmetrie en esthetica.[19]
- Bij de ingebruikname van het stadhuis in 1664 kregen de twee pensionarissen van de stad de opdracht een gebed op te stellen voor de opening van raadsvergaderingen dat voor alle raadsleden, Luiks of Brabants, katholiek of protestants, aanvaardbaar moest zijn.[20]
- In februari 1791 bekostigden vluchtelingen uit Luik, samen met burgers van Maastricht die de Luikse nationaliteit hadden, een feestelijke illuminatie van het stadhuis ter verwelkoming van de Luikse prins-bisschop Cesar van Hoensbroeck en ter viering van het feit dat de Luikse Revolutie eerder dat jaar was mislukt. De Staatse magistraat en de militaire gouverneur ergerden zich aan het feestvertoon van de Luikenaren en gelastten de feestelijkheden af.[21]
- Op 1 november 2010 werd de VVD'er Onno Hoes geïnstalleerd als burgemeester van Maastricht. Hoes, destijds gehuwd met tv-presentator Albert Verlinde, verklaarde in zijn eerste toespraak tot de gemeenteraad dat met hem de tweeherigheid van Maastricht was teruggekeerd.

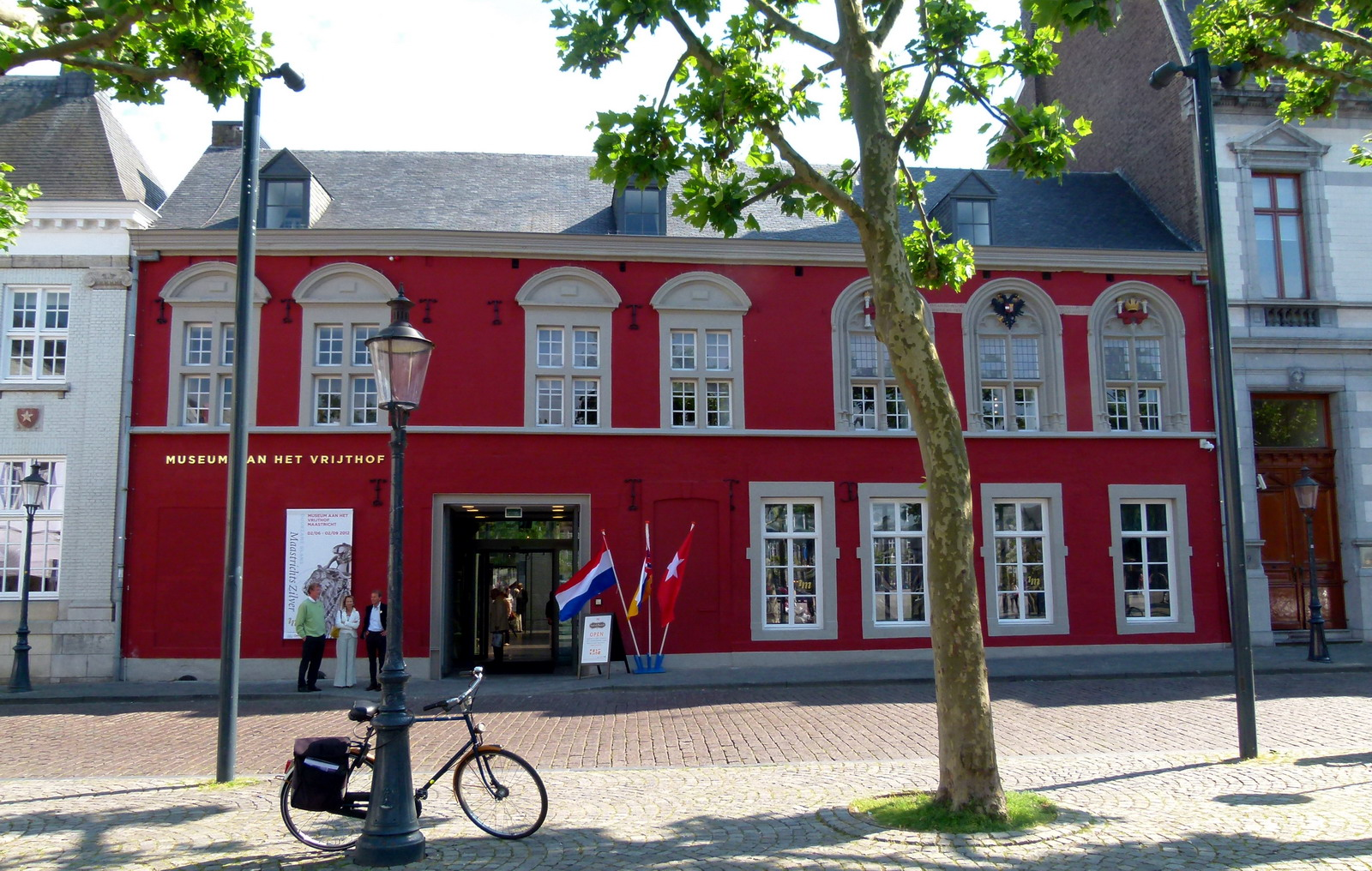
Spaans Gouvernement
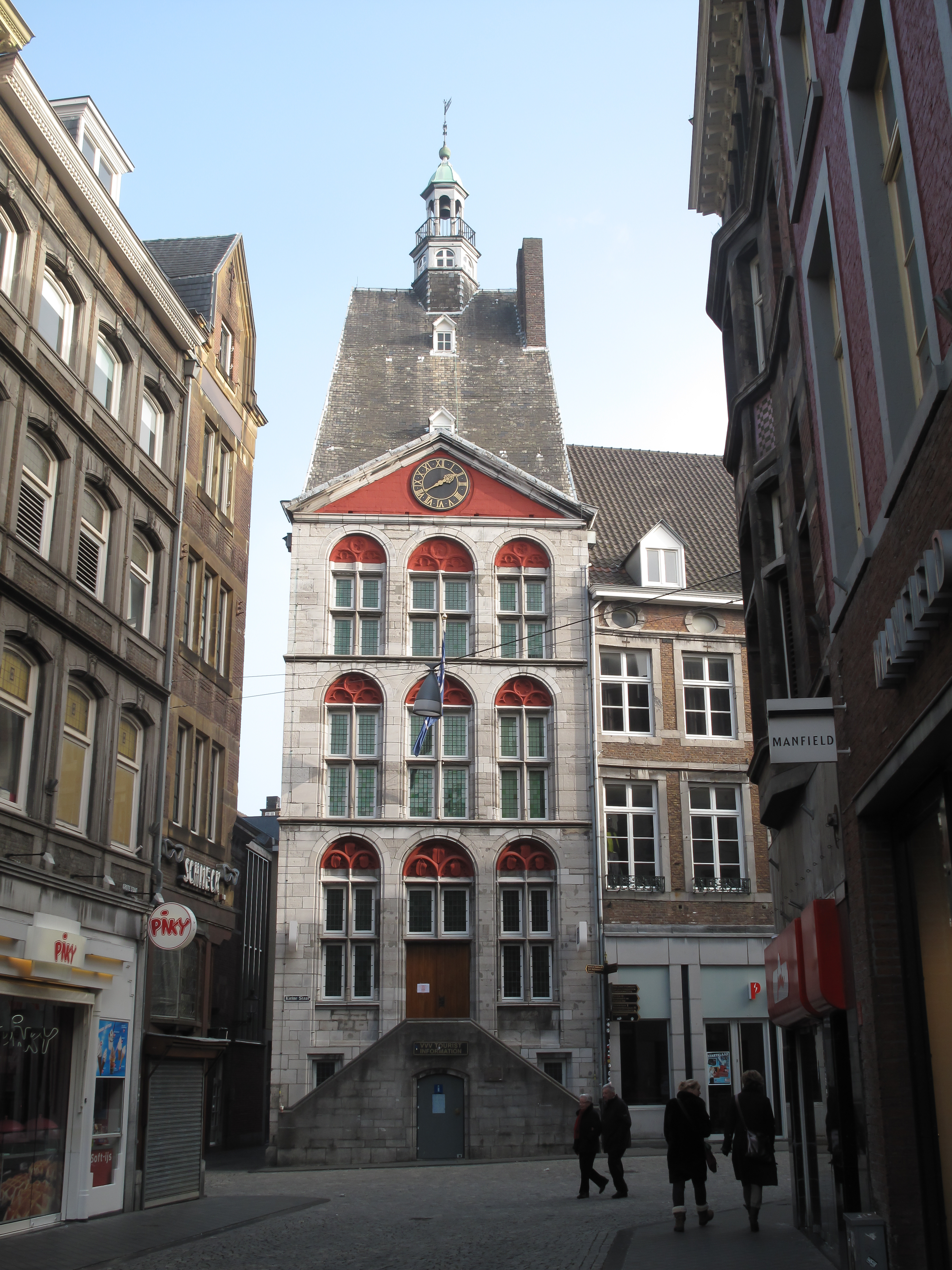
Dinghuis
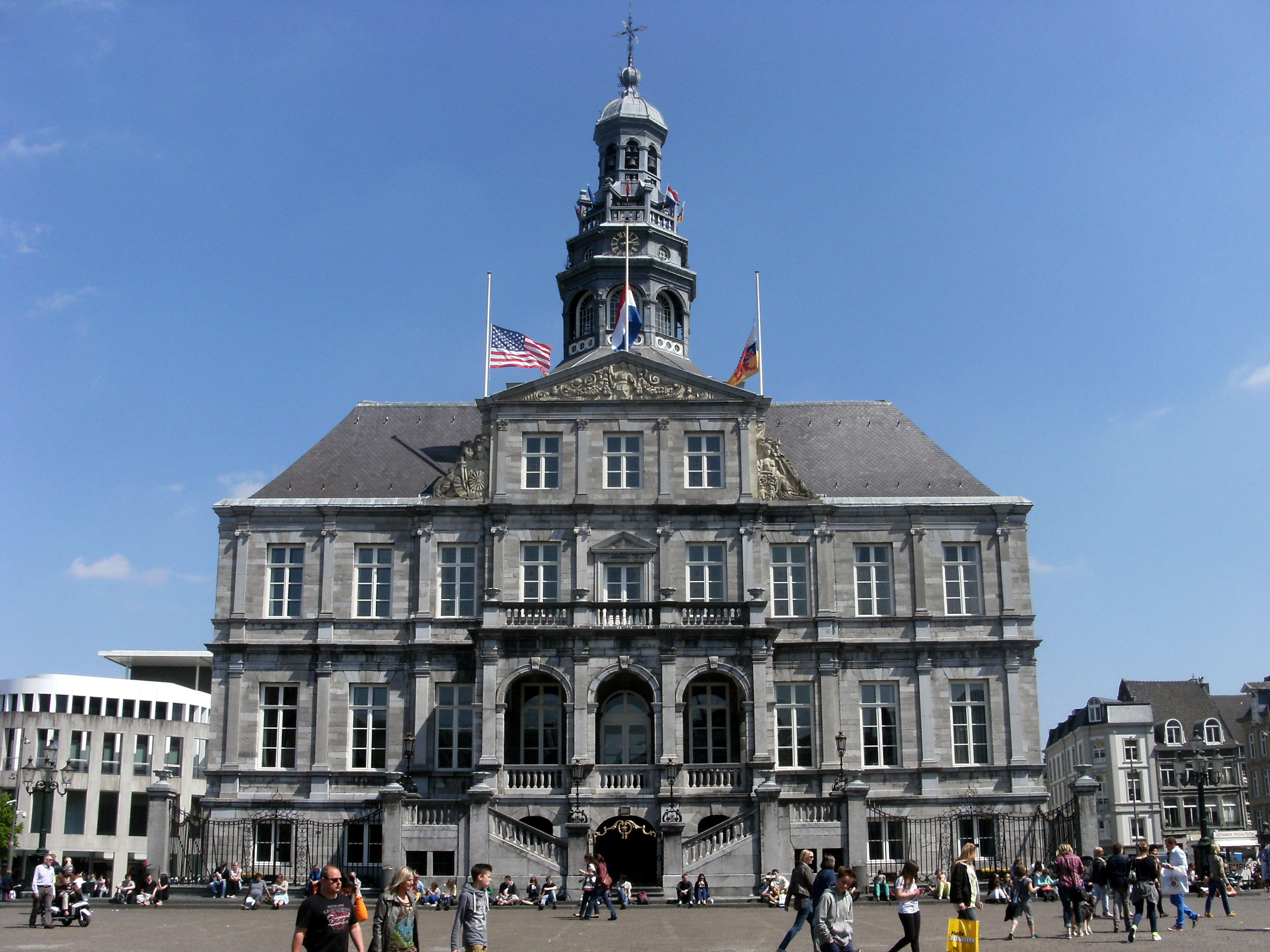
Stadhuis van Maastricht
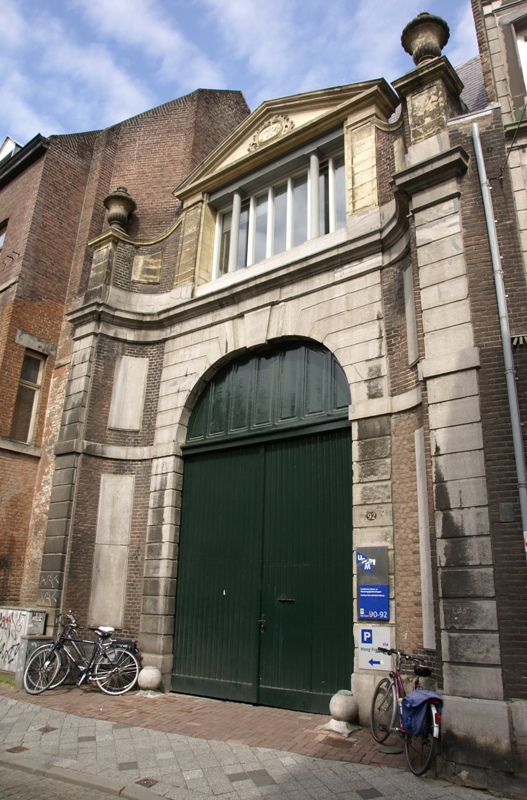
Hof van Tilly
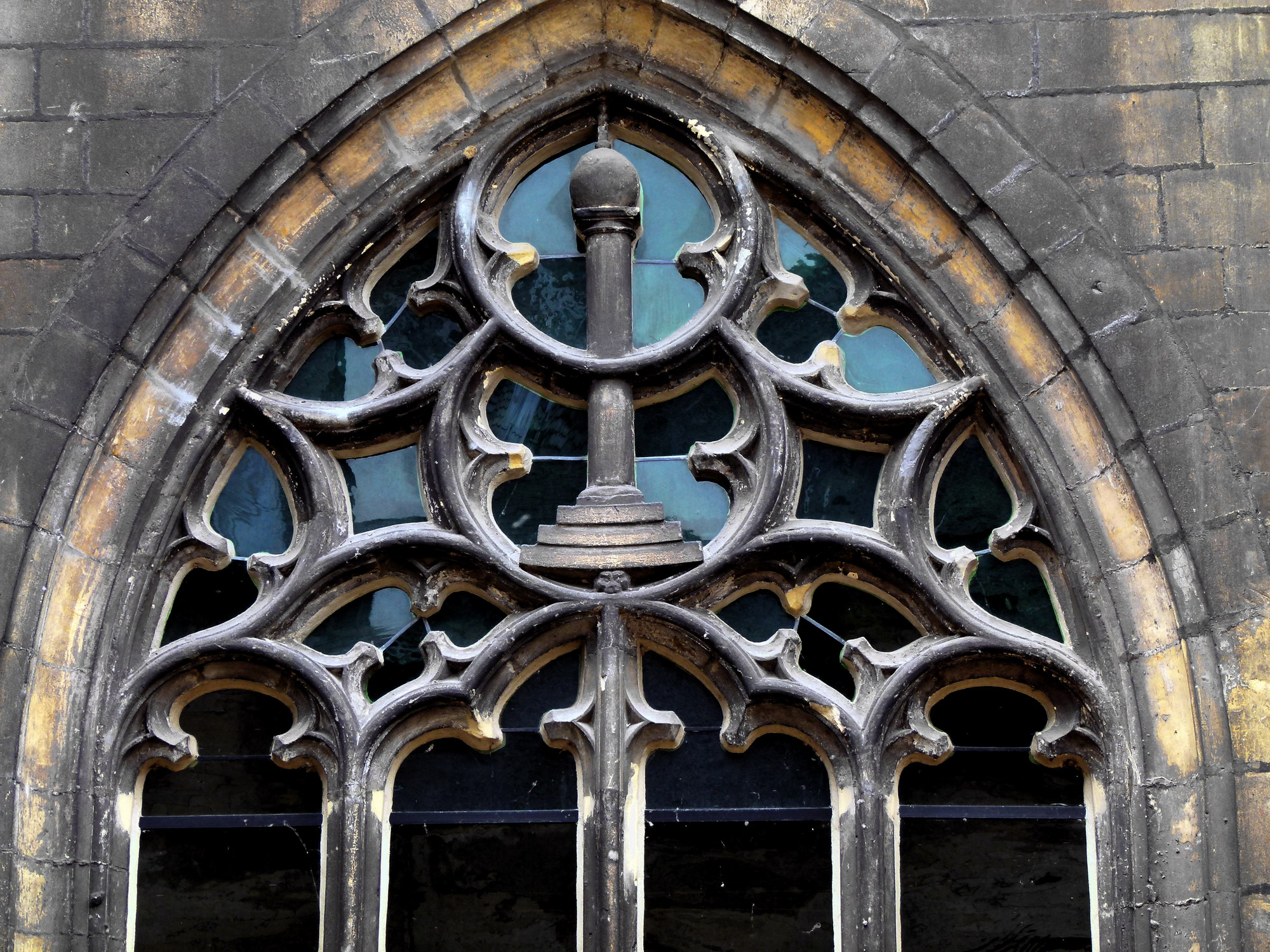
Pandhof Onze-Lieve-Vrouwebasiliek, laatgotisch venster met Luikse perroen
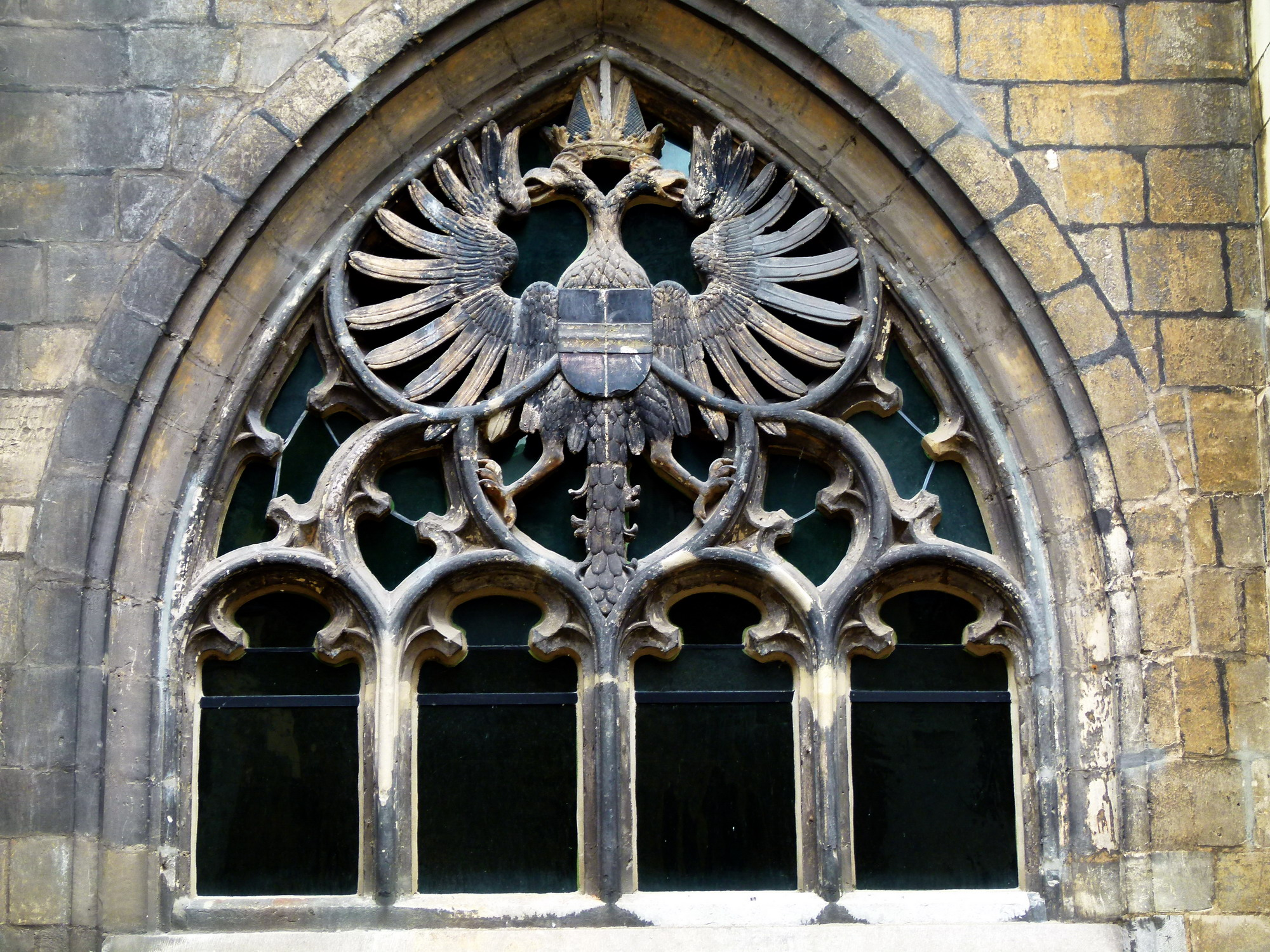
Idem, met Habsburgse adelaar
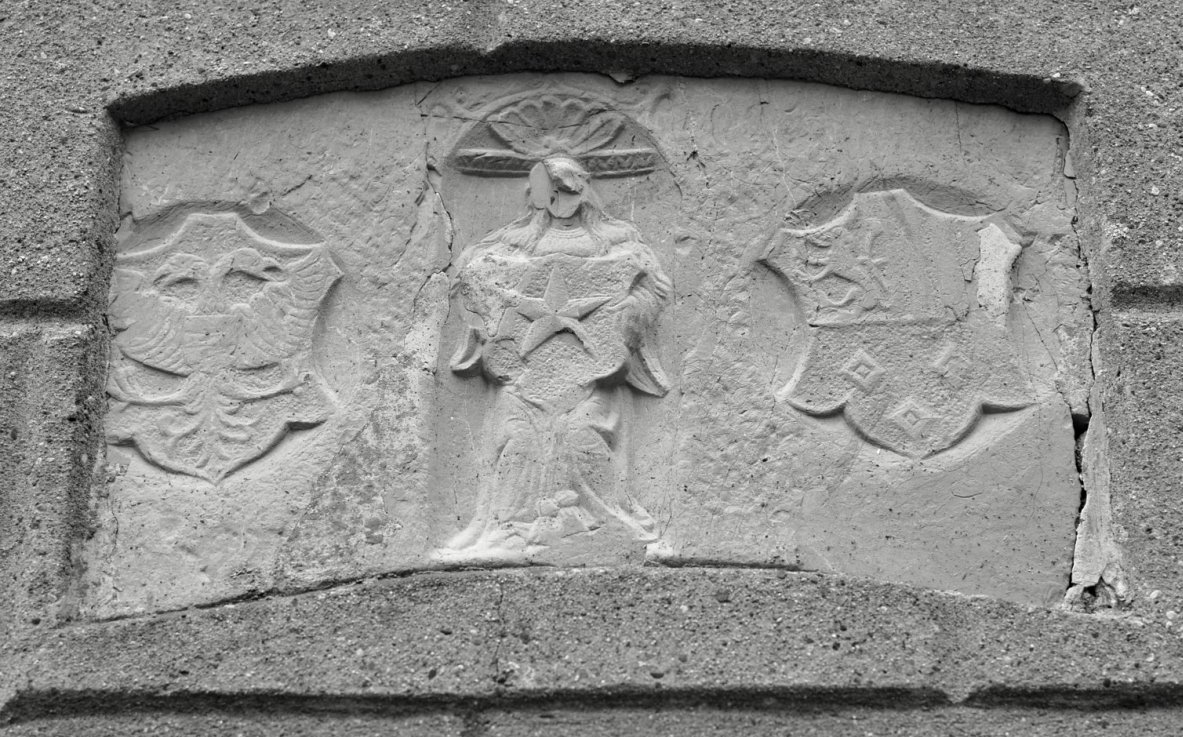
Sluitsteen Rothemermolen met wapens Habsburg en Luikse prins-bisschop
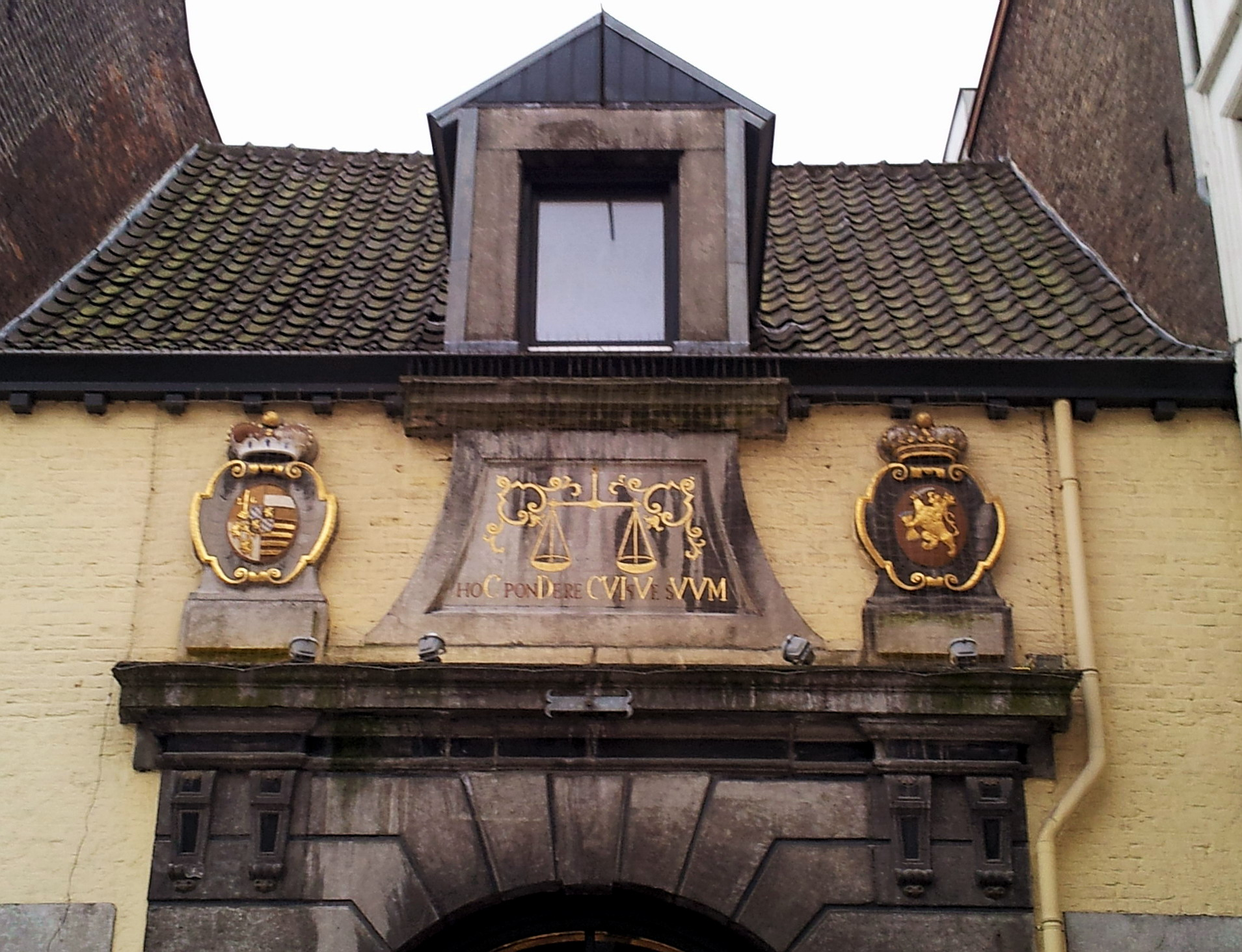
Wolwaag met wapenstenen Luikse prins-bisschop en Staten-Generaal